# Luxemburgse dynastieserie
Luxemburg geeft vanaf 2004 jaarlijks een nationale 2 euro herdenkingsmunt uit met als thema de Groothertogelijke dynastie. In zowel 2012, 2014, 2015, 2017, 2018, 2019, 2020 als 2021 heeft Luxemburg zelfs twee 2 euro herdenkingsmunten uit deze serie uitgegeven. Iedere munt zal een onderwerp uit de Groothertogelijke dynastie van Luxemburg afbeelden op de nationale zijde van de munt. Hieronder staat een tabel met een overzicht van de reeds uitgegeven en aangekondigde toekomstige munten:
| Jaar | #  | Onderwerp | Afbeelding |
| ---- | -- | --- | ---------- |
| 2004 | 1  | Afbeelding en monogram van Groothertog Henri |            |
| 2005 | 2  | 50ste verjaardag en 5e troonsjaar van Groothertog Henri en 100ste sterfjaar van Groothertog Adolf                                                  |            |
| 2006 | 3  | 25ste verjaardag van Erfgroothertog Willem |            |
| 2007 | 4  | Groothertogelijk Paleis |            |
| 2008 | 5  | Château de Berg |            |
| 2009 | 6  | 90ste verjaardag van de troonsbestijging van Groothertogin Charlotte                                                                               |            |
| 2010 | 7  | Wapen van Groothertog Henri |            |
| 2011 | 8  | 50ste verjaardag van de benoeming, door Groothertogin Charlotte, van haar zoon Jan tot "lieutenant-représentant"                                   |            |
| 2012 | 9  | 100ste sterfdag van Groothertog Willem IV |            |
| 2012 | 10 | Huwelijk van Erfgroothertog Willem met gravin Stéphanie de Lannoy                                                                                  |            |
| 2013 | 11 | Nationaal Volkslied |            |
| 2014 | 12 | 175ste verjaardag van de onafhankelijkheid van het Groothertogdom Luxemburg (Verdrag van Londen (1839))                                            |            |
| 2014 | 13 | 50ste verjaardag van de troonsbestijging van Groothertog Jan                                                                                       |            |
| 2015 | 14 | 15de verjaardag van de troonsbestijging van Groothertog Henri                                                                                      |            |
| 2015 | 15 | 125ste verjaardag van de dynastie Nassau-Weilburg                                                                                                  |            |
| 2016 | 16 | 50ste verjaardag van de opening van de Groothertogin Charlottebrug                                                                                 |            |
| 2017 | 17 | 50-jarig bestaan van het vrijwilligersleger |            |
| 2017 | 18 | 200ste geboortedag van Groothertog Willem III |            |
| 2018 | 19 | 150ste verjaardag van de invoering van de grondwet                                                                                                 |            |
| 2018 | 20 | 175ste sterfdag van Groothertog Guillaume I |            |
| 2019 | 21 | 100ste verjaardag van de troonsbestijging van Groothertogin Charlotte                                                                              |            |
| 2019 | 22 | 100ste verjaardag van de invoering van het algemeen kiesrecht                                                                                      |            |
| 2020 | 23 | 200ste geboortedag van Prins Hendrik van Oranje-Nassau                                                                                             |            |
| 2020 | 24 | Geboorte van Prins Karel |            |
| 2021 | 25 | 100ste geboortedag van Groothertog Jan |            |
| 2021 | 26 | 40-jarig huwelijksjubileum van Groothertog Henri en Groothertogin-gemalin María Teresa                                                             |            |
| 2022 | 27 | 10-jarig huwelijksjubileum van Erfgroothertog Willem en Erfgroothertogin Stéphanie                                                                 |            |
| 2022 | 28 | 50 jaar Luxemburgse vlag |            |
| 2023 | 29 | 175-jarig bestaan van het Luxemburgse parlement |            |
| 2023 | 30 | 25ste verjaardag van de toetreding van Groothertog Henri als lid tot het IOC                                                                       |            |
| 2024 | 31 | 175ste sterfdag van Groothertog Willem II |            |
| 2025 | 32 | 25ste verjaardag van de troonsbestijging van Groothertog Henri                                                                                     |            |
| 2026 | 33 | 65ste verjaardag van de invoering van 23 juni als nationale feestdag van Luxemburg                                                                 |            |
| 2026 | 34 | 40ste verjaardag van de uitreiking van de Internationale Karelsprijs aan het Luxemburgse volk, ontvangen door Groothertog Jan (8 mei 1986 te Aken) |            |